# کته کراوس
کته کراوس (آلمانی: Käthe Krauss؛ ۲۹ نوامبر ۱۹۰۶ – ۹ ژانویه ۱۹۷۰) دونده سرعت زن اهل آلمان بود.
وی در مسابقات کشوری و بین‌المللی در مجموع برندهٔ ۴ مدال طلا، ۲ مدال نقره، ۲ مدال برنز شده‌است.